# Мавзолей Махмуда II
Мавзолей Махмуда II— пам'ятка в Стамбул, остання родинна усипальниця османських султанів, поруч з яким розташоване кладовище з могилами відомих османських політиків і письменників.

## Архітектура і декор

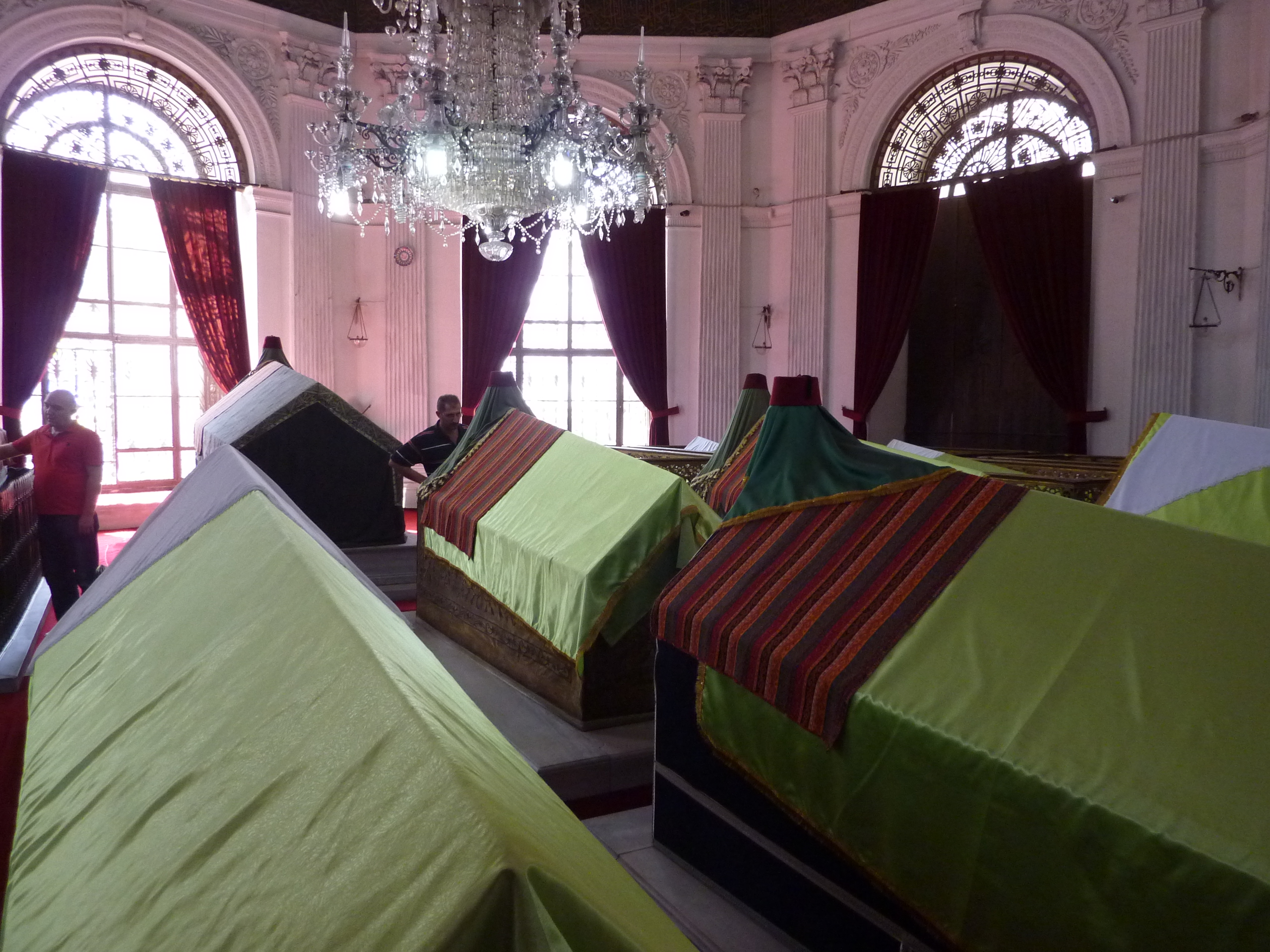
У мавзолеї

Восьмикутна в плані будівля мавзолею в стилі ампір облицьована білим мармуром. Купол прикрашений ліпними квітами. Всередині споруди на мармуровій табличці знаходиться напис роботи каліграфа Мехмета Хашима. Кришталева люстра, що висить у куполі гробниці, подарована королевою Вікторією. Позолочений годинник — подарунок французького імператора Наполеона III.

## Історія
Мавзолей був побудований за наказом султана Абдул-Меджида I для поховання праху його батька Махмуда II османськими архітекторами-вірменами Богосом і Оганесом Дадянами. Споруда була завершена в 1840 році.
Пізніше в мавзолеї з'явилися гробниці султана Абдул-Азіза і Абдул-Хаміда II — сина і онука Махмуда II.
До 1920 року на території, обгородженій для мавзолею, захоронювались відомі політики і письменники, завдяки чому мавзолею кладовище біля мавзолею містить чимало яскравих зразків пізньої османської культури.
У 2009 році поряд з мавзолеєм з'явилася могила Ертогрула Османа, одного із спадкоємців османського престолу.

## Відомі персоналії в мавзолеї
- Махмуд II
- Безмиалем Султан
- Абдул-Азіз
- Абдул-Хамід II
- Юсуф Іззеддін-ефенді

## Відомі персоналії на кладовищі

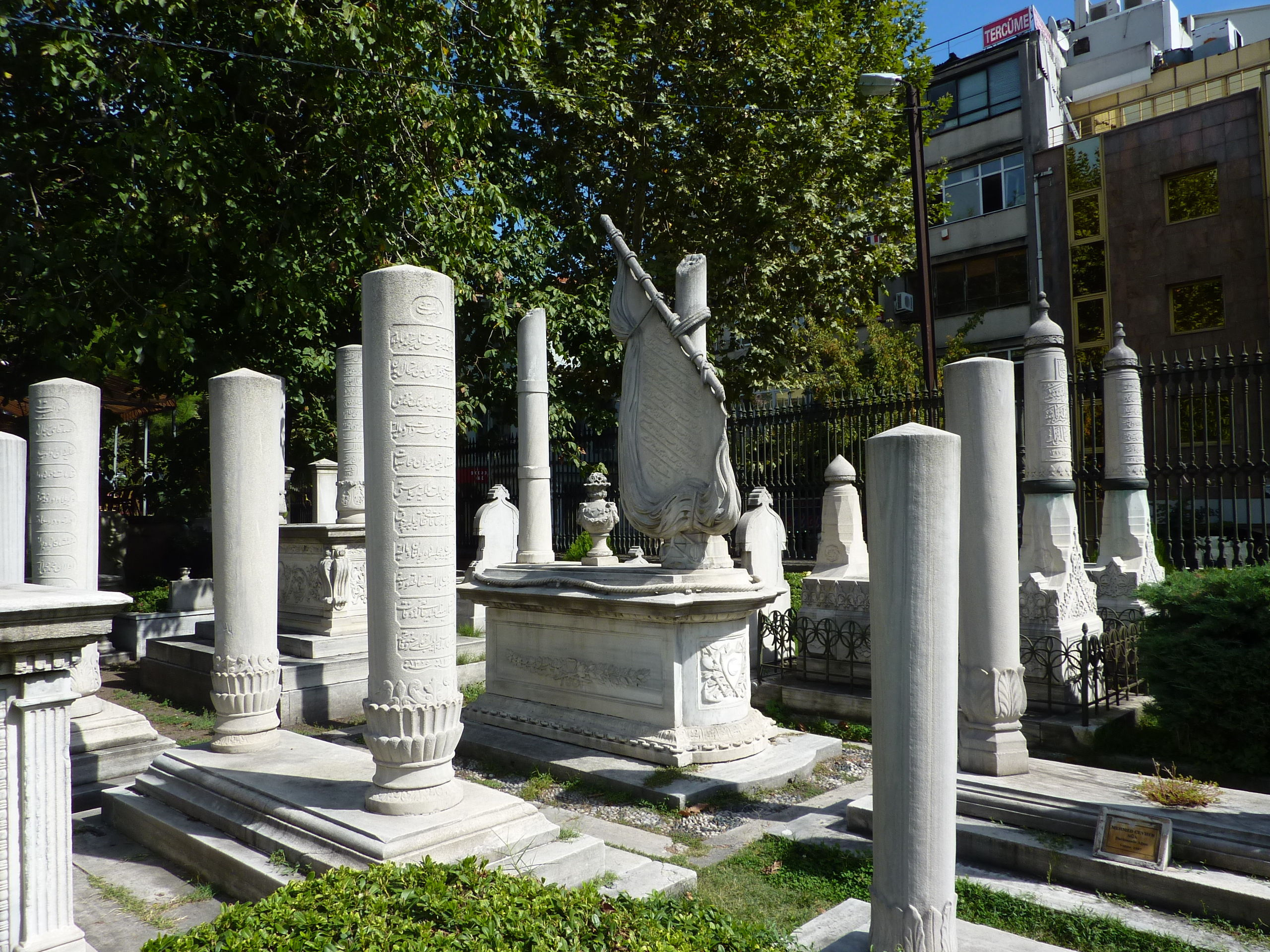
на кладовищі

- Зія Ґокальп
- Бедреддин Симаві
- Халіль Рифат-паша
- Саїд Халім-паша
- Омер Фарук
- Ертогрул Осман